# 班本橋
班本橋（英語：Pamban Bridge），位處保克海峽，連接印度大陸與東南小島班本島（島上最大鎮是拉梅斯沃勒姆）的橋。班本橋是印度最長的海上橋，約長2,300米。行政區劃上，班本橋屬於印度泰米爾納德邦拉馬塔納普蘭縣。
班本橋其實是兩條橋。最初，班本橋指供火車行駛的懸臂橋，自1914年開放使用至今。其後，另外一條供汽車行駛的橋建在附近。兩者統稱為「班本橋」。
|  |  |